# مارتين ريفاس (لاعب كرة قدم)
مارتين ريفاس (بالإسبانية: Martín Sebastián Rivas)‏ هو لاعب كرة قدم أوروغواياني في مركز الدفاع، ولد في 17 فبراير 1977 في مونتفيدو في الأوروغواي. شارك مع منتخب الأوروغواي لكرة القدم. أما مع النوادي، فقد لعب مع إنتر ميلان وبنيارول وبيلا فيستا وريفر بليت ونادي بيروجيا ونادي دانوبيو ونادي مالقا.

## وصلات خارجية
- مارتين ريفاس (لاعب كرة قدم) على موقع الاتحاد الدولي (مؤرشف)  (الإنجليزية)
- مارتين ريفاس (لاعب كرة قدم) على موقع قاعدة بيانات كرة القدم.إي يو (الإنجليزية)
- مارتين ريفاس (لاعب كرة قدم) على موقع ناشيونال فوتبول تيمز (الإنجليزية)
- مارتين ريفاس (لاعب كرة قدم) على موقع عالم كرة القدم.نت (الإنجليزية)